# FastCopy
FastCopy是一款快速的文件拷贝计算机软件，早期是遵循GPLv3的开源软件，最新版本已不再开源，适用于Microsoft Windows平台，也是一款绿色软件。该软件的特点是复制大量檔案時速度更快，能保留被复制文件和文件夹的原始时间，以及其他高级功能；此軟體有免費版與付費pro版。

## 运行截图

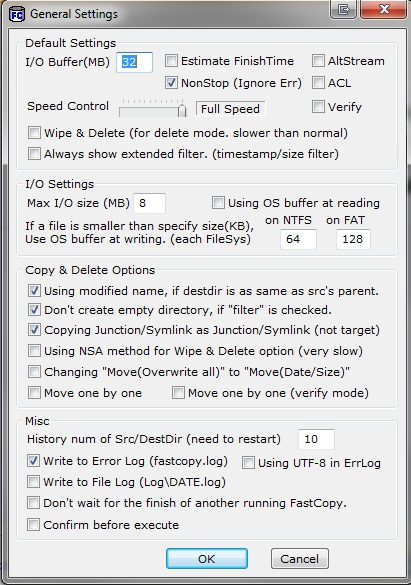
FastCopy常规设置窗口
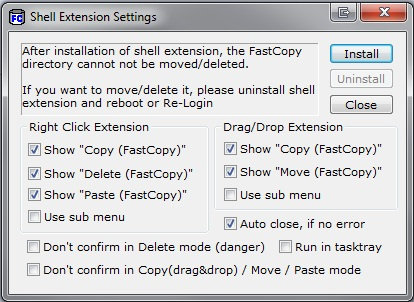
FastCopy壳层扩展设置窗口